# Fotherby
Fotherby – wieś i civil parish w Anglii, w Lincolnshire, w dystrykcie East Lindsey. W 2011 civil parish liczyła 482 mieszkańców. Fotherby jest wspomniana w Domesday Book (1086) jako Fo(d)rebi.